# Le Coudray-Saint-Germer
Le Coudray-Saint-Germer è un comune francese di 893 abitanti situato nel dipartimento dell'Oise della regione dell'Alta Francia.

## Società

### Evoluzione demografica
Abitanti censiti